# Julen Bollain
Julen Bollain Urbieta (Éibar, 28 de marzo de 1990), doctor en Estudios sobre Desarrollo, es un economista, profesor e investigador de la Universidad de Mondragón, especializado en estudios sobre desarrollo y renta básica.

## Biografía
Nació en Éibar el 28 de marzo de 1990. Proviene de una familia de clase media, relacionada históricamente con la industria eibarresa.

### Carrera universitaria
Bollain cursó estudios de licenciatura en Administración y Dirección de Empresas con especialización en recursos humanos en la Universidad del País Vasco en Bilbao y en la Université Saint-Louis en Bruselas. Posteriormente, completó un máster en Gestión Internacional y Relaciones Internacionales en la Oxford Brookes University (Inglaterra).
En 2021, obtuvo el título de Doctor en Estudios sobre Desarrollo con una tesis titulada "La viabilidad económica de una renta básica en la Comunidad Autónoma de Euskadi: un estudio de microsimulación estadística", dirigida por Daniel Raventós y Mari Luz de la Cal. La tesis doctoral fue calificada con sobresaliente cum laude por el tribunal evaluador.
Es docente e investigador en la Universidad de Mondragón, donde imparte clases de historia económica, macroeconomía y microeconomía. Asimismo, es reseñable que las estancias en el extranjero le han permitido dominar a la perfección el euskera, el castellano, el inglés, el francés y el alemán.
Es miembro de la Junta Directiva de la Red Renta Básica y miembro vitalicio de la Basic Income Earth Network (BIEN). Habitualmente imparte charlas, formaciones y asiste tanto a congresos nacionales como internacionales. También escribe de manera frecuente artículos y ejerce como profesor en el postgrado de Análisis del capitalismo contemporáneo: herramientas republicano-socialistas, impartido por la Universidad de Barcelona.

### Publicaciones
Bollain ha contribuido en diversos libros, incluyendo The Palgrave International Handbook of Basic Income, coordinado por Malcolm Torry y editado por Palgrave Macmillan. En 2021, publicó su primer libro en solitario "Renta Básica: Una herramienta de futuro", seguido por la segunda edición debido a su éxito, tan solo dos meses después de su publicación inicial. En septiembre de 2023, publicó su último libro "Renta Básica: ¿por qué es justa y cómo se financia?" con Ediciones Deusto.
También fue uno de los protagonistas del documental "RBUI, nuestro derecho a vivir", dirigido por Álvaro Orús, que se estrenó mundialmente en Madrid en mayo de 2018. El documental aborda el tema de la renta básica y cuenta con la participación de destacados expertos y activistas en el campo (Philippe van Parijs, Guy Standing, Daniel Raventós, Louise Haagh, Ping Xu o Scott Santens, entre otros)

### Carrera profesional
Tras haber completado el máster y dando así por finalizada su estancia en Oxford en septiembre de 2013, inicia su carrera profesional en la empresa privada. Durante dos años ejerce las labores de export area mánager en una empresa del sector metalúrgico.[cita requerida]

### Trayectoria política
Participó en el movimiento 15M, en las asambleas realizadas en Bilbao en 2011, y en la Marcha Popular Indignada el 8 de octubre del mismo año en Bruselas.
Formó parte de Podemos desde sus inicios hasta febrero de 2020. Fue, además, secretario general de este partido en Éibar desde el 2 de enero de 2015, tras haber sido elegido por la militancia con un 55% de los votos, hasta el 2 de enero de 2018, fecha en la que expiró su mandato.
Se presentó a las elecciones autonómicas del País Vasco de 2016 por Elkarrekin Podemos, obteniendo el acta de parlamentario el 21 de octubre de 2016. Se convirtió en el parlamentario más joven de la XI legislatura. Fue el portavoz económico de la coalición, además de ejercer como Presidente de la Comisión de Salud del Parlamento Vasco.
En febrero de 2020 deja oficialmente Podemos.

## Publicaciones relevantes y contribuciones académicas

### Libros
- Renta Básica: ¿por qué es justa y cómo se financia?
- Renta Básica: Una herramienta de futuro
- Hoy es mañana
- The Palgrave International Handbook of Basic Income (pp. 407-435)

### Artículos académicos
- Bollain, J., Arcarons, J., Raventós, D., & Torrens, L. (2024). From theory to practice: Designing a European basic income. Poverty & Public Policy, 1–29.
- Bollain, J., Guerendiain-Gabás, I., Arnoso-Martínez, M., & Elías, Á. (2024). Exploring Young People’s Attitudes Towards Basic Income. Basic Income Studies, (early view).
- Bollain, J. (2024). Abolishing poverty in the Basque Country: Two feasible basic income models. Journal of Poverty and Social Justice, 23(3), 418–442.
- Bollain, J. & Raventós, D. (2024). The efficiency of basic income compared to minimum income schemes. Global Political Economy, , 3(2), 191–211.
- Bullain, L. & Bollain, J. (2024). Una mirada comparativa de la gestión de las crisis en la Unión Europea. Papeles de Economía Española, 178, 40-51.
- Bollain, J. & Raventós, D. (2018). La Renta Básica Incondicional ante las limitaciones de las Rentas Mínimas. Lan harremanak: Revista de relaciones laborales, (40), 5.
- Bollain, J. (2017). Renta Básica Incondicional y Economía Social: un intento de relación. Gizarte Ekonomiaren Euskal Aldizkaria-Revista Vasca de Economía Social, (13), 31-48.
- Belaustegi, L., Bollain, J., Cerrato, J., Elías, Á. & Peña, N. (2016). Clara mayoría social a favor de una Renta Básica Incondicional en la UPV/EHU. XVI Simposio sobre la Renta Básica. Bilbao